# Pleromelloida cinerea
Pleromelloida cinerea är en fjärilsart som beskrevs av Smith 1904. Pleromelloida cinerea ingår i släktet Pleromelloida och familjen nattflyn. Inga underarter finns listade i Catalogue of Life.